# Pernik (província)
Pernik (búlgaro: Перник) é um distrito da Bulgária. Sua capital é a cidade de Pernik.

## Municípios
| Nome        | População (censo 2001) |
| ----------- | ---------------------- |
| Breznik     | 8.548                  |
| Zemen       | 4.139                  |
| Kovachevtsi | 2.155                  |
| Pernik      | 104.626                |
| Radomir     | 24.756                 |
| Tran        | 5.632                  |